# Philodromus morsus
Philodromus morsus är en spindelart som beskrevs av Karsch 1884. Philodromus morsus ingår i släktet Philodromus och familjen snabblöparspindlar. Inga underarter finns listade i Catalogue of Life.